# شاندرا
تشاندرا (السنسكريتية: चन्द्र معناها: «مشرقة» أو «القمر») وهو إله قمري وهو أيضًا أحد الكواكب التسعة (نافاجراها) في الهندوسية.
تشاندرا مرادف لسوما وتشمل الأسماء الأخرى: إندو (إسقاط الساطع)، وأتريسوتا (ابن أتري)، وتوريدهيبا («رب النجوم»)، ونيساهاكارا («صانع الليل»).
يوصف شاندرا بأنه شاب جميل يحمل سلاحين ويحمل عصا ولوتس. وفي الميثولوجيا الهندوسية هو والد بوذا (كوكب عطارد).
شاندرا المعروف أيضًا باسم سوما وإندو هي أساس سومفار (وهي هندية)، وإندوفاسارام (وهي اللغة السنسكريتية)، أي يوم الإثنين في التقويم الهندوسي.

## أساطير

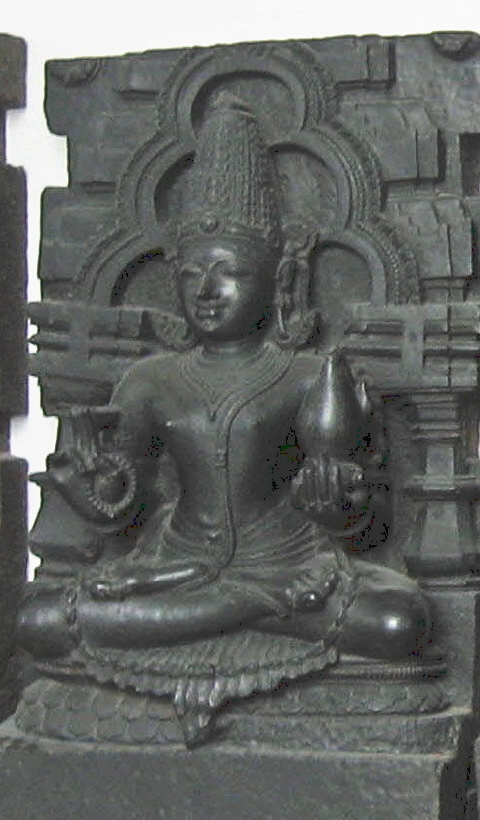
شاندرا ، المتحف البريطاني - القرن الثالث عشر ، كونارك

هناك العديد من الأساطير المحيطة بشاندرا في الكتاب المقدس الهندوسي.
واحدة منها أن شاندرا التقى بـتارا(زوجة بريهاسباتي (كوكب المشتري)) وكان مفتونًا بجمالها، كما انجذبت إليه تارا.
وذات يوم اختطف شاندرا تارا وجعلها ملكته، ومن اتحادهم أصبحت تارا حاملًا وأنجبت بوذا (كوكب عطارد).
بريهاسباتي الذي كانت منزعجًا أعلن الحرب ولكن ديفاس تدخل وأعاد تارا إلى بريهاسباتي، وابن بوذا بورورافاس الذي أسس سلالة شاندرافانشي.
بعد أن عادت تارا إلى زوجها بريهاسباتي أصيب شاندرا بانهيار عاطفي لأنه لم يستطع إرضاء مشاعره من خلال إنجاب أطفال لا حصر لهم مع تارا، وهكذا تم التغلب على (العقل) بالشهوة (العواطف).
تزوج شاندرا من بنات داكشا الـ27 لإشباع رغباته المتزايدة في الزواج، ومن بين جميع زوجاته الـ 27 كانت روهيني هي الأكثر تفضيلاً، مما جعل الزوجات الـ26 الأخريات يشعرن بالضيق (بعد أن علمن أن شاندرا قضى وقتًا أطول مع روهيني بمفرده) واشتكوا إلى داكشا الذي وضع لعنة على تشاندرا.
تم التغلب على اللعنة فقط بعد أن كرس تشاندرا نفسه لشيفا، الذي أطلق سراحه جزئيا من اللعنة.

## الجوانب الأخرى
شاندرا تعني حرفيا «القمر» باللغات السنسكريتية والهندية. وكلمة «شاندرا» هي أيضًا اسم ولقب هندي شائع.
توجد اختلافات في الأسماء بين الذكور والإناث في العديد من لغات جنوب آسيا التي نشأت من اللغة السنسكريتية.
إندو هو أيضًا واحد من الأسماء الأخرى لتشاندرا.

## الاتصال مع سوما

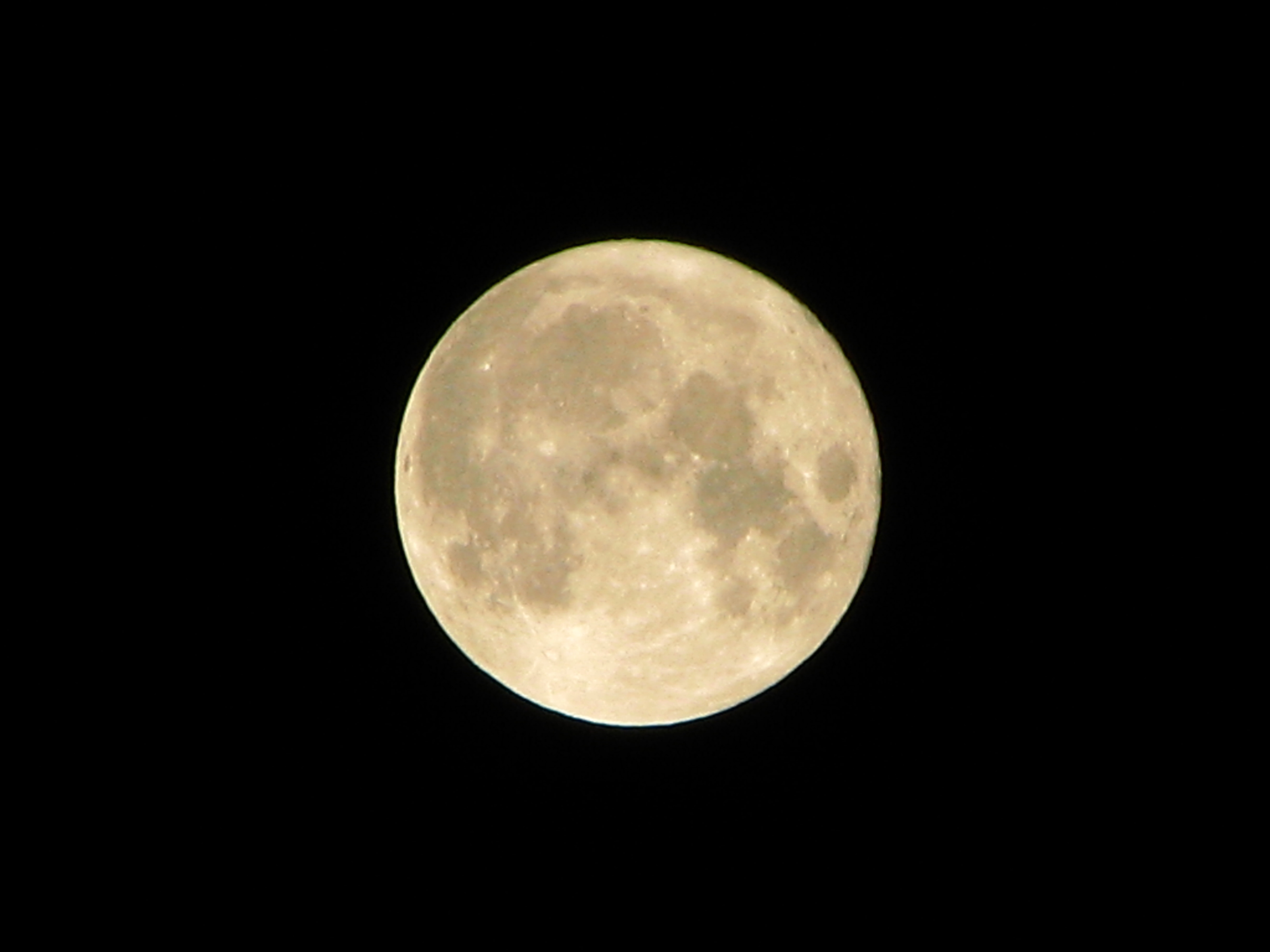
سوما إله النباتات والخضروات

سوما (بالسنسكريتية: सोम)‏ يشير ضمنيًا إلى القمر بالإضافة إلى إله طبي في الأساطير الهندوسية ما بعد الفيدية.
في الأساطير البورانية سوما هو إله القمر لكن الاسم يستخدم أحيانًا للإشارة إلى فيشنو وشيفا.
في بعض النصوص الهندية سوما هو اسم أبسارا، أو بدلاً من ذلك هو اسم أي مستحضر طبي أو عصيدة من مياه الأرز أو السماء وكذلك اسم أماكن معينة للحج.
في ريغفيدا يشيرسوما ماندالا إلى سوما كمشروب طقوسي ذو أهمية كبيرة بين الهنود والإيرانيين الأوائل.

### التاريخ
كان الاستخدام المبكر لسوما للإشارة إلى القمر موضوعًا للنقاش العلمي، حيث يشير بعض العلماء إلى أن الإشارة إلى القمر باسم سوما موجودة في الفيدا، بينما يقترح علماء آخرون أن هذا الاستخدام ظهر فقط في ما بعد الفيدية.
فالنصوص الهندوسية تنص على أن القمر يضاء وتتم تغذيته بواسطة الشمس، وأن القمر هو المكان الذي يوجد فيه الرحيق الإلهي للخلود.

### الايقونية
تختلف أيقونية سوما في النصوص الهندوسية، الأكثر شيوعًا هو أن يكون إلهًا أبيض اللون يحمل صولجانًا في يده ويركب عربة بثلاث عجلات وثلاثة خيول بيضاء أو أكثر (تصل حتى عشرة).
سوما كإله القمر موجود أيضًا في البوذية  والجاينية.

### الأبراج والتقويم
سوما هو أصل كلمة سومافارا أو الإثنين في التقويم الهندوسي.
كلمة «الإثنين» في التقويمات اليونانية الرومانية وغيرها من التقويمات الهندية الأوروبية مخصصة أيضًا للقمر. حدث تأليه القمر وأهميته الفلكية في وقت مبكر من الفترة الفيدية وتم تسجيله في الفيدا.
أقدم عمل في علم التنجيم تم تسجيله في الهند هو جيوتيشا فيدانا والذي بدأ تجميعه في القرن الرابع عشر قبل الميلاد.
تمت الإشارة إلى القمر والكواكب الكلاسيكية المختلفة في أثارفافيدا حوالي 1000 قبل الميلاد.
بعد ذلك تمت كتابة يافاناجاتاكا في عام 120م بهدف توحيد علم التنجيم الهندي.
هذا بالإضافة إلى مساهمات شعب ساكا أساس التقويم الوطني الهندي، والذي يُطلق عليه أيضًا تقويم ساكا.
التقويم الهندوسي هو تقويم شمسي قمري يسجل كل من الدورات القمرية والشمسية، تم تطويره من خلال المساهمات المتتالية من الأعمال المختلفة.

### الفلك
وكان من المفترض أن يكون سوما كوكبا في النصوص الفلكية الهندوسية. وقد تمت مناقشة هذا الموضوع في العديد من النصوص الفلكية السنسكريتية.
وتظهر العديد من النصوص الأخرى أن الباحثين الهندوس كانوا على علم بالمدارات الإهليلجية، وتتضمن هذه النصوص صيغًا متطورة لحساب مواقعها السابقة والمستقبلية.
خط طول القمر = {\displaystyle \left(m-{\frac {P*Rsin(m-a)}{360}}\right)}
- سوريا سيدانتا II.39.43 
حيث m هو متوسط خط الطول للقمر، و a هو خط الطول عند الأوج، و P هي فلك التدوير لنقطة الأوج، و R = 3438 '.

## في الثقافة الشعبية
تلعب شاندرا دورًا مهمًا في واحدة من أولى قصص الألغاز الطويلة باللغة الإنجليزية، حجر القمر (1868).
تُستخدم الكلمة السنسكريتية تشاندرايانا (بالسنسكريتية: चन्द्रयान: مركبة القمر) للإشارة إلى مدارات القمر في الهند.
في لعبة الورق (سحر: التجميع:" Magic: The Gathering.")، يعتبر تشاندرا هو الاسم الأول للشخصية الشعبية (تشاندرا نالار).
- قائمة الآلهة القمرية